# 灰颈噪鹛
灰颈噪鹛（学名：Garrulax cachinnans），是画眉科噪鹛属的一种，分布于印度。
灰颈噪鹛的栖息地包括种植园、乡村花园、亚热带或热带的高海拔疏灌丛和亚热带或热带的湿润山地林。